# Francis Locke
Francis Locke, född 31 oktober 1776 i Rowan County, North Carolina, död 8 januari 1823 i Rowan County, North Carolina, var en amerikansk politiker. Han representerade delstaten North Carolina i USA:s senat 1814–1815.
Locke studerade vid University of North Carolina at Chapel Hill. Han arbetade som advokat och som domare. Senator David Stone avgick 1814 och efterträddes av Locke. Han avgick själv redan följande år och efterträddes i sin tur av Nathaniel Macon.
Locke avled 1823 och han gravsattes på Thyatira Presbyterian Church Cemetery i Rowan County.